# Shelly Gotlieb
Shelly Gotlieb (Raetihi, 28 juli 1980) is een Nieuw-Zeelandse snowboardster.

## Carrière
Op de FIS wereldkampioenschappen snowboarden 2011 in La Molina veroverde Gotlieb de bronzen medaille op het onderdeel slopestyle. In Oslo nam ze deel aan de WSF wereldkampioenschappen snowboarden 2012, op dit toernooi eindigde ze als vijfde op het onderdeel slopestyle. Bij haar wereldbekerdebuut, in februari 2012 in Stoneham, eindigde Gotlieb direct in de top tien. In Stoneham-et-Tewkesbury nam de Nieuw-Zeelandse deel aan de FIS wereldkampioenschappen snowboarden 2013, op dit toernooi eindigde ze als zevende op het onderdeel slopestyle.
Gotlieb nam deel aan de Olympische Winterspelen 2014 in Sotsji in de discipline slopestyle. Ze kon zich niet plaatsen voor de finale maar strandde in de halve finale en werd vijftiende geplaatst.

## Resultaten

### Olympische Winterspelen
| Jaar | Plaats | Resultaten     |
| ---- | ------ | -------------- |
| 2014 | Sotsji | 15e slopestyle |

### Wereldkampioenschappen
| FIS  | FIS                    | FIS           |
| Jaar | Plaats                 | Resultaten    |
| ---- | ---------------------- | ------------- |
| 2011 | La Molina              | Slopestyle    |
| 2013 | Stoneham-et-Tewkesbury | 7e Slopestyle |

| WSF  | WSF    | WSF           |
| Jaar | Plaats | Resultaten    |
| ---- | ------ | ------------- |
| 2012 | Oslo   | 5e Slopestyle |

### Wereldbeker

#### Eindklasseringen
| Seizoen   | Algm | SBS |
| --------- | ---- | --- |
| 2011/2012 | 25e  | 5e  |